# Banisteriopsis muricata
Banisteriopsis muricata (Cav.) Cuatrec., 1958 è una pianta della famiglia delle Malpighiaceae diffusa in Messico, America centrale e Sud America.

## Biochimica
Ha caratteristiche farmacologiche molto simili a B. caapi in quanto contiene mao-inibitori delle beta-carboline del tipo armina.
Si è scoperto che contiene anche tracce di Dimetiltriptamina, risultando una pianta che può essere utilizzata da sola per la preparazione dell'ayahuasca.

## Sinonimi
Hiraea bignoniacea Poepp. ex Nied.
Hiraea argyrophylla Poepp. ex Nied.
Heteropterys pirayuensis Morong
Heteropterys argentea Kunth
Banisteriopsis williamsii Rusby
Banisteriopsis schomburgkiana (Benth.) Robinson
Banisteriopsis metallicolor var. subrotunda (Nied.) O'Donell & Lourteig
Banisteriopsis metallicolor var. sericea (Nied.) O'Donell & Lourteig
Banisteriopsis metallicolor (A. Juss.) O'Donell & Lourteig
Banisteriopsis illustris Rusby
Banisteriopsis argentea (Kunth) C. Robinson
Banisteria williamsii (Rusby) Nied.
Banisteria sericea Dombey ex A. Juss.
Banisteria schomburgkiana Benth.
Banisteria schlimii Turcz.
Banisteria pruinosa Mart. ex A.Juss.
Banisteria muricata var. atrosanguinea (Juss.) J.F.Macbr.
Banisteria muricata Cav.
Banisteria metallicolor var. subsalicina Nied.
Banisteria metallicolor var. subrotunda Nied.
Banisteria metallicolor var. sericea Nied.
Banisteria metallicolor var. pruinosa (Mart. ex Juss.) Nied.
Banisteria metallicolor var. falcata Nied.
Banisteria metallicolor var. aurea Nied.
Banisteria metallicolor A. Juss.
Banisteria illustris (Rusby) Nied.
Banisteria benthamiana A. Juss.
Banisteria atrosanguinea var. benthamiana (A. Juss.) J. F. Macbride
Banisteria atrosanguinea A. Juss.
Banisteria argentea var. transiens Nied.
Banisteria argentea var. obtusiuscula Nied.
Banisteria argentea var. acuminata Nied.
Banisteria argentea (Kunth) Sprengel ex A. Juss.
Banisteria acanthocarpa var. glandulifera Nied.
Banisteria acanthocarpa A. Juss.